# Lista i wyniki gal UFC na terenie Kanady
Lista i wyniki gal UFC na terenie Kanady

## Lista gal
| Nr | Gala                                                     | Data                | Miejsce                                | Frekwencja widowni |
| -- | -------------------------------------------------------- | ------------------- | -------------------------------------- | ------------------ |
| 1  | UFC 83                                                   | 19 kwietnia 2008    | Bell Centre, Montreal, Kanada          | 21 390             |
| 2  | UFC 97: Redemption                                       | 18 kwietnia 2009    | Bell Centre, Montreal, Kanada          | 21 451             |
| 3  | UFC 113                                                  | 8 maja 2010         | Bell Centre, Montreal, Kanada          | 17 647             |
| 4  | UFC 115                                                  | 12 czerwca 2010     | Rogers Arena, Vancouver, Kanada        | 17 669             |
| 5  | UFC 124                                                  | 11 grudnia 2010     | Bell Centre, Montreal, Kanada          | 23 152             |
| 6  | UFC 129                                                  | 30 kwietnia 2011    | Rogers Centre, Toronto, Kanada         | 55 724             |
| 7  | UFC 131                                                  | 11 czerwca 2011     | Rogers Arena, Vancouver, Kanada        | 14 685             |
| 8  | UFC 140                                                  | 10 grudnia 2011     | Scotiabank Arena, Toronto, Kanada      | 18 303             |
| 9  | UFC 149                                                  | 21 lipca 2012       | Scotiabank Saddledome, Calgary, Kanada | 16 089             |
| 10 | UFC 152                                                  | 22 września 2012    | Scotiabank Arena, Toronto, Kanada      | 16 800             |
| 11 | UFC 154                                                  | 17 listopada 2012   | Bell Centre, Montreal, Kanada          | 17 249             |
| 12 | UFC 158                                                  | 16 marca 2013       | Bell Centre, Montreal, Kanada          | 20 145             |
| 13 | UFC 161                                                  | 15 czerwca 2013     | Bell MTS Place, Winnipeg, Kanada       | 14 754             |
| 14 | UFC 165                                                  | 21 września 2013    | Scotiabank Arena, Toronto, Kanada      | 15 504             |
| 15 | The Ultimate Fighter Nations Finale: Bisping vs. Kennedy | 16 kwietnia 2014    | Colisée Pepsi, Quebec, Kanada          | 5 029              |
| 16 | UFC 174                                                  | 14 czerwca 2014     | Rogers Arena, Vancouver, Kanada        | 13 506             |
| 17 | UFC Fight Night: MacDonald vs. Saffiedine                | 4 października 2014 | Halifax Metro Centre, Halifax, Kanada  | 10 782             |
| 18 | UFC 186                                                  | 25 kwietnia 2015    | Bell Centre, Montreal, Kanada          | 10 154             |
| 19 | UFC Fight Night: Holloway vs. Oliveira                   | 23 sierpnia 2015    | Credit Union Centre, Saskatoon, Kanada | 7 202              |
| 20 | UFC Fight Night: MacDonald vs. Thompson                  | 18 czerwca 2016     | TD Place Arena, Ottawa                 | 10 490             |
| 21 | UFC on Fox: Maia vs. Condit                              | 27 sierpnia 2016    | Rogers Arena, Vancouver, Kanada        | 10 533             |
| 22 | UFC 206                                                  | 10 grudnia 2016     | Scotiabank Arena, Toronto, Kanada      | 18 057             |
| 23 | UFC Fight Night: Lewis vs. Browne                        | 19 lutego 2017      | Halifax Metro Centre, Halifax, Kanada  | 8 123              |
| 24 | UFC 215                                                  | 9 września 2017     | Rogers Place, Edmonton, Kanada         | 18 201             |
| 25 | UFC on Fox: Lawler vs. dos Anjos                         | 16 grudnia 2017     | Bell MTS Place, Winnipeg, Kanada       | 8 862              |
| 26 | UFC on Fox: Alvarez vs. Poirier 2                        | 28 lipca 2018       | Scotiabank Saddledome, Calgary, Kanada | 10 603             |
| 27 | UFC 231                                                  | 8 grudnia 2018      | Scotiabank Arena, Toronto, Kanada      | 19 039             |
| 28 | UFC Fight Night: Iaquinta vs. Cowboy                     | 4 maja 2019         | Canadian Tire Centre, Ottawa, Kanada   | 10 960             |
| 29 | UFC 240                                                  | 27 lipca 2019       | Rogers Place, Edmonton, Kanada         | 12 144             |
| 30 | UFC Fight Night: Cowboy vs. Gaethje                      | 14 września 2019    | Rogers Arena, Vancouver, Kanada        | 15 114             |
| 31 | UFC 289                                                  | 10 czerwca 2023     | Rogers Arena, Vancouver, Kanada        | 17 628             |
| 32 | UFC 297                                                  | 20 stycznia 2024    | Scotiabank Arena, Toronto, Kanada      | 18 559             |
| 33 | UFC Fight Night: Moreno vs. Albazi                       | 2 listopada 2024    | Rogers Place, Edmonton, Kanada         | 16 439             |
| 34 | UFC 315                                                  | 10 maja 2025        | Bell Centre, Montreal, Kanada          | 19 786             |
| 35 | UFC                                                      |                     | Kanada                                 |                    |

## Wykaz miast kanadyjskich w których gościło UFC
"stan na 24 marca 2025"
- Montreal - 7 razy
- Toronto - 7 razy
- Vancouver - 6 razy
- Edmonton - 3 razy
- Halifax - 2 razy
- Winnipeg - 2 razy
- Calgary - 1 raz
- Ottawa - 1 raz
- Quebec -   razy
- Saskatoon -   razy

## Wyniki gal

### UFC 83
Walka Wieczoru
- Walka o pas mistrzowski UFC w kategorii półśredniej:  Matt Serra –  Georges St-Pierre

Zwycięstwo St-Pierre'a przez TKO w 2 rundzie
Karta Główna
- Walka w kategorii średniej:  Rich Franklin –  Travis Lutter

Zwycięstwo Franklina przez TKO w 2 rundzie
- Walka w kategorii średniej:  Kalib Starnes –  Nate Quarry

Zwycięstwo Quarry'ego przez jednogłośną decyzje sędziów
- Walka w kategorii średniej:  Michael Bisping –  Charles McCarthy

Zwycięstwo Bispinga przez TKO w 1 rundzie
- Walka w kategorii lekkiej:  Mark Bocek –  Mac Danzig

Zwycięstwo Danziga przez poddanie w 3 rundzie
Karta Wstępna
- Walka w kategorii średniej:  Joe Doerksen –  Jason MacDonald

Zwycięstwo MacDonalda przez TKO w 2 rundzie
- Walka w kategorii średniej:  Jason Day –  Alan Belcher

Zwycięstwo Daya przez TKO w 1 rundzie
- Walka w kategorii średniej:  Demian Maia –  Ed Herman

Zwycięstwo Maii przez poddanie w 2 rundzie
- Walka w kategorii lekkiej:  Sam Stout –  Rich Clementi

Zwycięstwo Clementiego przez niejednogłośną decyzję sędziów
- Walka w kategorii ciężkiej:  Brad Morris –  Cain Velasquez

Zwycięstwo Velasqueza przez TKO w 1 rundzie
- Walka w kategorii półśredniej:  Jonathan Goulet –  Kuniyoshi Hironaka

Zwycięstwo Gouleta przez TKO w 2 rundzie

Nagrody bonusowe:
- Walka wieczoru →  Jonathan Goulet –  Kuniyoshi Hironaka
- Poddanie wieczoru →  Demian Maia
- Nokaut wieczoru →  Jason MacDonald

### UFC 97: Redemption
Walka Wieczoru
- Walka o pas mistrzowski UFC w kategorii średniej:  Anderson Silva –  Thales Leites

Zwycięstwo Silvy przez jednogłośną decyzję sędziów
Karta Główna
- Walka w kategorii lekkiej:  Sam Stout –  Matt Wiman

Zwycięstwo Stouta przez jednogłośną decyzję sędziów
- Walka w kategorii półciężkiej:  Maurício Rua –  Chuck Liddell

Zwycięstwo Ruy przez TKO w 1 rundzie
- Walka w kategorii półciężkiej:  Krzysztof Soszyński –  Brian Stann

Zwycięstwo Soszyńskiego przez poddanie w 1 rundzie
- Walka w kategorii ciężkiej:  Cheick Kongo –  Antoni Hardonk

Zwycięstwo Kongo przez TKO w 2 rundzie
- Walka w kategorii półciężkiej:  Luiz Cané –  Steve Cantwell

Zwycięstwo Cané przez jednogłośną decyzję sędziów
Karta Wstępna
- Walka w kategorii średniej:  Denis Kang –  Xavier Foupa-Pokam

Zwycięstwo Kanga przez jednogłośną decyzję sędziów
- Walka w kategorii średniej:  Jason MacDonald –  Nate Quarry

Zwycięstwo Quarry'ego przez TKO w 1 rundzie
- Walka w kategorii średniej:  David Loiseau –  Ed Herman

Zwycięstwo Hermana przez jednogłośną decyzję sędziów
- Walka w kategorii lekkiej:  Mark Bocek –  David Bielkheden

Zwycięstwo Bocka przez poddanie w 1 rundzie
- Walka w kategorii półśredniej:  TJ Grant –  Ryo Chonan

Zwycięstwo Granta przez niejednogłośną decyzję sędziów
- Walka w kategorii półciężkiej:  Vinny Magalhães –  Eliot Marshall

Zwycięstwo Marshalla przez jednogłośną decyzję sędziów

Nagrody bonusowe:
- Walka wieczoru →   Sam Stout –  Matt Wiman
- Poddanie wieczoru →  Krzysztof Soszyński
- Nokaut wieczoru →  Maurício Rua

### UFC 113
Walka Wieczoru
- Walka o pas mistrzowski UFC w kategorii półciężkiej:  Lyoto Machida –  Maurício Rua

Zwycięstwo Ruy przez KO w 1 rundzie
Karta Główna
- Walka w kategorii półśredniej:  Paul Daley –  Josh Koscheck

Zwycięstwo Koschecka przez jednogłośną decyzję sędziów
- Walka w kategorii lekkiej:  Sam Stout –  Jeremy Stephens

Zwycięstwo Stephensa przez niejednogłośną decyzję sędziów
- Walka w kategorii ciężkiej:  Matt Mitrione –  Kimbo Slice

Zwycięstwo Mitrione przez TKO w 2 rundzie
- Walka w kategorii średniej:  Patrick Cote –  Alan Belcher

Zwycięstwo Belchera przez poddanie w 2 rundzie
Karta Wstępna
- Walka w kategorii średniej:  Joe Doerksen –  Tom Lawlor

Zwycięstwo Doerksena przez poddanie w 2 rundzie
- Walka w kategorii półśredniej:  Jonathan Goulet –  Marcus Davis

Zwycięstwo Davisa przez TKO w 2 rundzie
- Walka w kategorii półśredniej:  TJ Grant –  Johny Hendricks

Zwycięstwo Hendricksa przez większościową decyzję sędziów
- Walka w kategorii ciężkiej:  Tim Hague –  Joey Beltran

Zwycięstwo Beltrana przez jednogłośną decyzję sędziów
- Walka w kategorii półśredniej:  Yoshiyuki Yoshida –  Mike Guymon

Zwycięstwo Guyoma przez jednogłośną decyzję sędziów
- Walka w kategorii średniej:  Jason MacDonald –  John Salter

Zwycięstwo Saltera przez TKO w 1 rundzie

Nagrody bonusowe:
- Walka wieczoru →  Sam Stout –  Jeremy Stephens
- Poddanie wieczoru →  Alan Belcher
- Nokaut wieczoru →  Maurício Rua

### UFC 115
Walka Wieczoru
- Walka w kategorii półciężkiej:  Chuck Liddell –  Rich Franklin

Zwycięstwo Franklina przez KO w 1 rundzie
Karta Główna
- Walka w kategorii ciężkiej:  Mirko Filipović –  Pat Barry

Zwycięstwo Filipovicia przez poddanie w 3 rundzie
- Walka w kategorii półśredniej:  Paulo Thiago –  Martin Kampmann

Zwycięstwo Kampmanna przez jednogłośną decyzję sędziów
- Walka w kategorii ciężkiej:  Gilbert Yvel –  Ben Rothwell

Zwycięstwo Rothwella przez jednogłośną decyzję sędziów
- Walka w kategorii półśredniej:  Rory MacDonald –  Carlos Condit

Zwycięstwo Condita przez TKO w 3 rundzie
Karta Wstępna
- Walka w kategorii lekkiej:  Evan Dunham –  Tyson Griffin

Zwycięstwo Dunhama przez niejednogłośną decyzję sędziów
- Walka w kategorii lekkiej:  Mac Danzig –  Matt Wiman

Zwycięstwo Wimana przez poddanie w 1 rundzie
- Walka w kategorii średniej:  Mario Miranda –  David Loiseau

Zwycięstwo Mirandy przez TKO w 2 rundzie
- Walka w kategorii półśredniej:  James Wilks –  Peter Sobotta

Zwycięstwo Wilksa przez jednogłośną decyzję sędziów
- Walka w kategorii półśredniej:  Ricardo Funch –  Claude Patrick

Zwycięstwo Patricka przez poddanie w 2 rundzie
- Walka w kategorii półśredniej:  Jesse Lennox –  Mike Pyle

Zwycięstwo Pyle'a przez poddanie w 3 rundzie
Nagrody bonusowe:
- Walka wieczoru →  Rory MacDonald –  Carlos Condit
- Poddanie wieczoru →  Mirko Filipović
- Nokaut wieczoru →  Rich Franklin

### UFC 124
Walka Wieczoru
- Walka o pas mistrzowski UFC w kategorii półśredniej:  Georges St-Pierre –  Josh Koscheck

Zwycięstwo St-Pierre'a przez jednogłośną decyzję sędziów
Karta Główna
- Walka w kategorii ciężkiej:  Stefan Struve –  Sean McCorkle

Zwycięstwo Struve'a przez TKO w 1 rundzie
- Walka w kategorii lekkiej:  Charles Oliveira –  Jim Miller

Zwycięstwo Millera przez poddanie w 1 rundzie
- Walka w kategorii lekkiej:  Mac Danzig –  Joe Stevenson

Zwycięstwo Danziga przez KO w 1 rundzie
- Walka w kategorii półśredniej:  Thiago Alves –  John Howard

Zwycięstwo Alvesa przez jednogłośną decyzję sędziów
Karta Wstępna
- Walka w kategorii średniej:  Joe Doerksen –  Dan Miller

Zwycięstwo Millera przez niejednogłośną decyzję sędziów
- Walka w kategorii lekkiej:  Mark Bocek –  Dustin Hazelett

Zwycięstwo Bocka przez poddanie w 1 rundzie
- Walka w kategorii średniej:  Rafael Natal –  Jesse Bongfeldt

Remis większościowy  (28–28, 28–28, 29–28)
- Walka w kategorii półśredniej:  Sean Pierson –  Matt Riddle

Zwycięstwo Piersona przez jednogłośną decyzję sędziów
- Walka w kategorii półśredniej:  TJ Grant –  Ricardo Almeida

Zwycięstwo Almeidy przez jednogłośną decyzję sędziów
- Walka w kategorii lekkiej:  John Makdessi –  Pat Audinwood

Zwycięstwo Makdessiego przez jednogłośną decyzję sędziów

Nagrody bonusowe:
- Walka wieczoru →  Georges St-Pierre –  Josh Koscheck
- Poddanie wieczoru →  Mark Bocek oraz  Jim Miller
- Nokaut wieczoru →  Mac Danzig

### UFC 129
Walka Wieczoru
- Walka o pas mistrzowski UFC w kategorii półśredniej:  Georges St-Pierre –  Jake Shields

Zwycięstwo St-Pierre'a przez jednogłośną decyzję sędziów
Karta Główna
- Walka o pas mistrzowski UFC w kategorii piórkowej:  José Aldo –  Mark Hominick

Zwycięstwo Aldo przez jednogłośną decyzję sędziów
- Walka w kategorii półciężkiej:  Lyoto Machida –  Randy Couture

Zwycięstwo Machidy przez KO w 2 rundzie
- Walka w kategorii półciężkiej:  Uładzimir Maciuszenka –  Jason Brilz

Zwycięstwo Maciuszenki przez KO w 1 rundzie
- Walka w kategorii lekkiej:  Mark Bocek –  Benson Henderson

Zwycięstwo Hendersona przez jednogłośną decyzję sędziów
Karta Wstępna
- Walka w kategorii półśredniej:  Rory MacDonald –  Nate Diaz

Zwycięstwo MacDonalda przez jednogłośną decyzję sędziów
- Walka w kategorii półśredniej:  Sean Pierson –  Jake Ellenberger

Zwycięstwo Ellenbergera przez KO w 1 rundzie
- Walka w kategorii półśredniej:  Claude Patrick –  Daniel Roberts

Zwycięstwo Patricka przez jednogłośną decyzję sędziów
- Walka w kategorii koguciej:  Ivan Menjivar –  Charlie Valencia

Zwycięstwo Menjivara przez TKO w 1 rundzie
- Walka w kategorii średniej:  Jason MacDonald –  Ryan Jensen

Zwycięstwo MacDonalda przez poddanie w 1 rundzie
- Walka w kategorii lekkiej:  John Makdessi –  Kyle Watson

Zwycięstwo Makdessiego przez KO w 3 rundzie
- Walka w kategorii piórkowej:  Yves Jabouin –  Pablo Garza

Zwycięstwo Garzy przez poddanie w 1 rundzie

Nagrody bonusowe:
- Walka wieczoru →  José Aldo –  Mark Hominick
- Poddanie wieczoru →  Pablo Garza
- Nokaut wieczoru →   Lyoto Machida

### UFC 131
Walka Wieczoru
- Walka w kategorii ciężkiej:  Shane Carwin –  Junior dos Santos

Zwycięstwo dos Santosa przez jednogłośną decyzję sędziów
Karta Główna
- Walka w kategorii piórkowej:  Diego Nunes –  Kenny Florian

Zwycięstwo Floriana przez jednogłośną decyzję sędziów
- Walka w kategorii średniej:  Demian Maia –  Mark Muñoz

Zwycięstwo Muñoza przez jednogłośną decyzję sędziów
- Walka w kategorii ciężkiej:  Jon Olav Einemo –  Dave Herman

Zwycięstwo Hermana przez TKO w 2 rundzie
- Walka w kategorii lekkiej:  Vagner Rocha –  Donald Cerrone

Zwycięstwo Cerrone przez jednogłośną decyzję sędziów
Karta Wstępna
- Walka w kategorii lekkiej:  Sam Stout –  Yves Edwards

Zwycięstwo Stouta przez KO w 1 rundzie
- Walka w kategorii średniej:  Jesse Bongfeldt –  Chris Weidman

Zwycięstwo Weidmana przez poddanie w 1 rundzie
- Walka w kategorii półciężkiej:  Krzysztof Soszyński –  Mike Massenzio

Zwycięstwo Soszyńskiego przez jednogłośną decyzję sędziów
- Walka w kategorii średniej:  Nick Ring –  James Head

Zwycięstwo Ringa przez poddanie w 3 rundzie
- Walka w kategorii piórkowej:  Jason Young –  Dustin Poirier

Zwycięstwo Poiriera przez jednogłośną decyzję sędziów
- Walka w kategorii ciężkiej:  Joey Beltran –  Aaron Rosa

Zwycięstwo Beltrana przez TKO w 3 rundzie
- Walka w kategorii piórkowej:  Michihiro Omigawa –  Darren Elkins

Zwycięstwo Elkinsa przez jednogłośną decyzję sędziów

Nagrody bonusowe:
- Walka wieczoru →  John Olav Einemo –  Dave Herman
- Poddanie wieczoru →  Chris Weidman
- Nokaut wieczoru →  Sam Stout

### UFC 140
Walka Wieczoru
- Walka o pas mistrzowski UFC w kategorii półciężkiej:  Jon Jones –  Lyoto Machida

Zwycięstwo Jonesa przez poddanie w 2 rundzie
Karta Główna
- Walka w kategorii ciężkiej:  Antônio Rodrigo Nogueira –  Frank Mir

Zwycięstwo Mira przez poddanie w 1 rundzie
- Walka w kategorii półciężkiej:  Antônio Rogério Nogueira –  Tito Ortiz

Zwycięstwo Nogueiry przez TKO w 1 rundzie
- Walka w kategorii półśredniej:  Claude Patrick –  Brian Ebersole

Zwycięstwo Ebersole przez niejednogłośną decyzję sędziów
- Walka w kategorii piórkowej:  Mark Hominick –  Jung Chan-sung

Zwycięstwo Chan-Sunga przez KO w 1 rundzie
Karta Wstępna
- Walka w kategorii półciężkiej:  Igor Pokrajac –  Krzysztof Soszyński

Zwycięstwo Pokrajaca przez KO w 1 rundzie
- Walka w kategorii średniej:  Costas Philippou –  Jared Hamman

Zwycięstwo Philippou przez KO w 1 rundzie
- Walka w limicie -72 kg:  John Makdessi –  Dennis Hallman

Zwycięstwo Hallmana przez poddanie w 1 rundzie
- Walka w kategorii koguciej:  Yves Jabouin –  Walel Watson

Zwycięstwo Jabouina przez niejednogłośną decyzję sędziów
- Walka w kategorii lekkiej:  Mark Bocek –  Nik Lentz

Zwycięstwo Bocka przez jednogłośną decyzję sędziów
- Walka w kategorii półśredniej:  Rich Attonito –  Jake Hecht

Zwycięstwo Hechta przez TKO w 2 rundzie
- Walka w kategorii lekkiej:  Mitch Clarke –  John Cholish

Zwycięstwo Cholisha przez TKO w 2 rundzie

Nagrody bonusowe:
- Walka wieczoru →  Jon Jones –  Lyoto Machida
- Poddanie wieczoru →  Frank Mir
- Nokaut wieczoru →  Jung Chan-sung

### UFC 149
Walka Wieczoru
- Walka o tymczasowy pas mistrzowski UFC w kategorii koguciej:  Urijah Faber –  Renan Barão

Zwycięstwo Barão przez jednogłośną decyzję sędziów
Karta Główna
- Walka w kategorii średniej:  Hector Lombard –  Tim Boetsch

Zwycięstwo Boetscha przez niejednogłośną decyzję sędziów
- Walka w kategorii ciężkiej:  Cheick Kongo –  Shawn Jordan

Zwycięstwo Kongo przez jednogłośną decyzję sędziów
- Walka w kategorii półśredniej:  Brian Ebersole –  James Head

Zwycięstwo Heada przez niejednogłośną decyzję sędziów
- Walka w kategorii półśredniej:  Chris Clements –  Matt Riddle

No Contest (zmiana werdyktu.  Początkowo zwycięstwo Riddle'a przez poddanie (trójkątne duszenie rękoma), jednak wynik został zmieniony z powodu pozytywnego wyniku testu na obecność marihuany)
Karta Wstępna
- Walka w kategorii średniej:  Nick Ring –  Court McGee

Zwycięstwo Ringa przez jednogłośną decyzję sędziów
- Walka w kategorii koguciej:  Roland Delorme –  Francisco Rivera Jr.

No Contest (zmiana werdyktu. Początkowo zwycięstwo Rivery przez nokaut. Z powodu wykrycia niedozwolonej substancji w organizmie Amerykanina zmieniono werdykt)
- Walka w kategorii półciężkiej:  Anthony Perosh –  Ryan Jimmo

Zwycięstwo Jimmo przez KO w 1 rundzie
- Walka w kategorii koguciej:  Mitch Gagnon –  Bryan Caraway

Zwycięstwo Carawaya przez poddanie w 3 rundzie
- Walka w kategorii piórkowej:  Antonio Carvalho –  Daniel Pineda

Zwycięstwo Carvalho przez KO w 1 rundzie
- Walka w kategorii lekkiej:  Mitch Clarke –  Anton Kuivanen

Zwycięstwo Kuivanena przez niejednogłośną decyzję sędziów

Nagrody bonusowe:
- Walka wieczoru →  Mitch Gagnon –  Bryan Caraway
- Poddanie wieczoru →  Matt Riddle
- Nokaut wieczoru →  Ryan Jimmo

### UFC 152
Walka Wieczoru
- Walka o pas mistrzowski UFC w kategorii półciężkiej:  Jon Jones –  Vitor Belfort

Zwycięstwo Jonesa przez poddanie w 4 rundzie
Karta Główna
- Walka finałowa turnieju oraz o wakujący pas mistrzowski UFC w kategorii muszej:  Joseph Benavidez –  Demetrious Johnson

Zwycięstwo Johnsona przez niejednogłośną decyzję sędziów
- Walka w kategorii średniej:  Michael Bisping –  Brian Stann

Zwycięstwo Bispinga przez jednogłośną decyzję sędziów
- Walka w kategorii półciężkiej:  Roger Hollett –  Matt Hamill

Zwycięstwo Hamilla przez jednogłośną decyzję sędziów
- Walka w kategorii piórkowej:  Charles Oliveira –  Cub Swanson

Zwycięstwo Swansona przez KO w 1 rundzie
Karta Wstępna
- Walka w kategorii półciężkiej:  Vinny Magalhães –  Igor Pokrajac

Zwycięstwo Magalhãesa przez poddanie w 2 rundzie
- Walka w kategorii lekkiej:  T. J. Grant –  Evan Dunham

Zwycięstwo Granta przez jednogłośną decyzję sędziów
- Walka w kategorii półśredniej:  Sean Pierson –  Lance Benoist

Zwycięstwo Piersona przez jednogłośną decyzję sędziów
- Walka w kategorii piórkowej:  Marcus Brimage –  Jimy Hettes

Zwycięstwo Brimage'a przez jednogłośną decyzję sędziów
- Walka w kategorii półśredniej:  Simeon Thoresen –  Seth Baczynski

Zwycięstwo Baczynskiego przez KO w 1 rundzie
- Walka w kategorii koguciej:  Mitch Gagnon –  Walel Watson

Zwycięstwo Gagnona przez poddanie w 1 rundzie
- Walka w kategorii półśredniej:  Kyle Noke –  Charlie Brenneman

Zwycięstwo Noke'a przez TKO w 1 rundzie

Nagrody bonusowe:
- Walka wieczoru →  T. J. Grant –  Evan Dunham
- Poddanie wieczoru →  Jon Jones
- Nokaut wieczoru →  Cub Swanson

### UFC 154
Walka Wieczoru
- Walka o pas mistrzowski UFC w kategorii półśredniej:  Georges St-Pierre –  Carlos Condit

Zwycięstwo St-Pierre'a przez jednogłośną decyzję sędziów
Karta Główna
- Walka w kategorii półśredniej:  Martin Kampmann –  Johny Hendricks

Zwycięstwo Hendricksa przez KO w 1 rundzie
- Walka w kategorii średniej:  Francis Carmont –  Tom Lawlor

Zwycięstwo Carmonta przez niejednogłośną decyzję sędziów 
- Walka w kategorii lekkiej:  Rafael dos Anjos –  Mark Bocek

Zwycięstwo dos Anjosa przez jednogłośną decyzję sędziów 
- Walka w kategorii piórkowej:  Mark Hominick –  Pablo Garza

Zwycięstwo Garzy przez jednogłośną decyzję sędziów 
Karta Wstępna
- Walka w kategorii średniej:  Patrick Côté –  Alessio Sakara

Zwycięstwo Côté przez dyskwalfikację (ciosy w tył głowy) w 1 rundzie 
- Walka w kategorii półciężkiej:  Cyrille Diabaté –  Chad Griggs

Zwycięstwo Diabaté przez poddanie w 1 rundzie
- Walka w kategorii lekkiej:  John Makdessi –  Sam Stout

Zwycięstwo Makdessiego przez jednogłośną decyzję sędziów 
- Walka w kategorii piórkowej:  Rodrigo Damm –  Antonio Carvalho

Zwycięstwo Carvalho przez niejednogłośną decyzję sędziów 
- Walka w kategorii półśredniej:  John Maguire –  Matt Riddle

Zwycięstwo Riddle'a przez jednogłośną decyzję sędziów 
- Walka w kategorii koguciej:  Azamat Gashimov –  Ivan Menjivar

Zwycięstwo Menjivara przez poddanie w 1 rundzie
- Walka w kategorii piórkowej:  Darren Elkins –  Steven Siler

Zwycięstwo Elkinsa przez jednogłośną decyzję sędziów 

Nagrody bonusowe:
- Walka wieczoru →  Georges St-Pierre –  Carlos Condit
- Poddanie wieczoru →  Ivan Menjivar
- Nokaut wieczoru →  Johny Hendricks

### UFC 158
Walka Wieczoru
- Walka o pas mistrzowski UFC w kategorii półśredniej:  Georges St-Pierre –  Nick Diaz

Zwycięstwo St-Pierre'a przez jednogłośną decyzję sędziów
Karta Główna
- Walka w kategorii półśredniej:  Carlos Condit –  Johny Hendricks

Zwycięstwo Hendricksa przez jednogłośną decyzję sędziów
- Walka w kategorii półśredniej:  Jake Ellenberger –  Nate Marquardt

Zwycięstwo Ellenbergera przez KO w 1 rundzie
- Walka w kategorii średniej:  Nick Ring –  Chris Camozzi

Zwycięstwo Camozziego przez niejednogłośną decyzję sędziów
- Walka w kategorii lekkiej:  Mike Ricci –  Colin Fletcher

Zwycięstwo Ricciego przez jednogłośną decyzję sędziów
Karta Wstępna
- Walka w kategorii półśredniej:  Patrick Côté –  Bobby Voelker

Zwycięstwo Côté'a przez jednogłośną decyzję sędziów
- Walka w kategorii piórkowej:  Antonio Carvalho –  Darren Elkins

Zwycięstwo Elkinsa przez TKO w 1 rundzie
- Walka w kategorii półśredniej:  Jordan Mein –  Dan Miller

Zwycięstwo Meina przez TKO w 1 rundzie
- Walka w kategorii lekkiej:  John Makdessi –  Daron Cruickshank

Zwycięstwo Makdessiego przez jednogłośną decyzję sędziów
- Walka w kategorii półśredniej:  Quinn Mulhern –  Rick Story

Zwycięstwo Story'ego przez TKO w 1 rundzie
- Walka w kategorii koguciej:  Issei Tamura –  T.J. Dillashaw

Zwycięstwo Dillashawa przez KO w 2 rundzie
- Walka w kategorii koguciej:  Reuben Duran –  George Roop

Zwycięstwo Roopa przez jednogłośną decyzję sędziów
Nagrody bonusowe:
- Walka wieczoru →  Carlos Condit –  Johny Hendricks
- Nokaut wieczoru →  Jake Ellenberger

### UFC 161
Walka Wieczoru
- Walka w kategorii półciężkiej:  Rashad Evans –  Dan Henderson

Zwycięstwo Evansa przez niejednogłośną decyzję sędziów
Karta Główna
- Walka w kategorii ciężkiej:  Stipe Miocic –  Roy Nelson

Zwycięstwo Miocicia przez jednogłośną decyzję sędziów
- Walka w kategorii półciężkiej:  Ryan Jimmo –  Igor Pokrajac

Zwycięstwo Jimmo przez jednogłośną decyzję sędziów
- Walka kobiet w kategorii koguciej:  Alexis Davis –  Rosi Sexton

Zwycięstwo Davis przez jednogłośną decyzję sędziów
- Walka w kategorii ciężkiej:  Pat Barry –  Shawn Jordan

Zwycięstwo Jordana przez TKO w 1 rundzie
Karta Wstępna
- Walka w kategorii półśredniej:  Jake Shields –  Tyron Woodley

Zwycięstwo Shieldsa przez niejednogłośną decyzję sędziów
- Walka w kategorii lekkiej:  Sam Stout –  James Krause

Zwycięstwo Krause'a przez poddanie w 3 rundzie
- Walka w kategorii półśredniej:  Sean Pierson –  Kenny Robertson

Zwycięstwo Piersona przez większościową decyzję sędziów
- Walka w kategorii koguciej:  Roland Delorme –  Edwin Figueroa

Zwycięstwo Delorme przez jednogłośną decyzję sędziów
- Walka w kategorii lekkiej:  Mitch Clarke –  John Maguire

Zwycięstwo Clarke'a przez jednogłośną decyzję sędziów
- Walka w kategorii koguciej:  Yves Jabouin –  Dustin Pague

Zwycięstwo Jabouina przez niejednogłośną decyzję sędziów

Nagrody bonusowe:
- Walka wieczoru →  Sam Stout –  James Krause
- Poddanie wieczoru →  James Krause
- Nokaut wieczoru →  Shawn Jordan

### UFC 165
Walka Wieczoru
- Walka o pas mistrzowski UFC w kategorii półciężkiej:  Jon Jones –  Alexander Gustafsson

Zwycięstwo Jonesa przez jednogłośną decyzję sędziów
Karta Główna
- Walka o tymczasowy pas mistrzowski UFC w kategorii koguciej:  Renan Barão –  Eddie Wineland

Zwycięstwo Barão przez TKO w 2 rundzie
- Walka w kategorii ciężkiej:  Matt Mitrione –  Brendan Schaub

Zwycięstwo Schauba przez poddanie w 1 rundzie
- Walka w kategorii średniej:  Costas Philippou –  Francis Carmont

Zwycięstwo Carmonta przez jednogłośną decyzję sęziów
- Walka w kategorii lekkiej:  Chabib Nurmagomiedow  –  Pat Healy

Zwycięstwo Nurmagomiedowa przez jednogłośną decyzję sędziów
Karta Wstępna
- Walka w kategorii lekkiej:  Mike Ricci –  Myles Jury

Zwycięstwo Jury'ego przez niejednogłośną decyzję sędziów
- Walka w kategorii koguciej:  Wilson Reis –  Ivan Menjivar

Zwycięstwo Reisa przez jednogłośną decyzję sędziów
- Walka w kategorii półśredniej:  Chris Clements –  Stephen Thompson

Zwycięstwo Thompsona przez KO w 2 rundzie
- Walka w kategorii koguciej:  Mitch Gagnon –  Dustin Kimura

Zwycięstwo Gagnona przez poddanie w 1 rundzie
- Walka w kategorii lekkiej:  Renee Forte –  John Makdessi

Zwycięstwo Makdessiego przez TKO w 1 rundzie
- Walka w kategorii lekkiej:  Michel Prazeres –  Jesse Ronson

Zwycięstwo Prazeresa przez niejednogłośną decyzję sędziów
- Walka w kategorii koguciej:  Roland Delorme –  Alex Caceres

Zwycięstwo Caceresa przez niejednogłośną decyzję sędziów
- Walka w kategorii ciężkiej:  Nandor Guelmino –  Daniel Omielańczuk

Zwycięstwo Omielańczuka przez KO w 3 rundzie

Nagrody bonusowe:
- Walka wieczoru →  Jon Jones –  Alexander Gustafsson
- Poddanie wieczoru →  Mitch Gagnon
- Nokaut wieczoru →  Renan Barão

### The Ultimate Fighter Nations Finale: Bisping vs. Kennedy
Walka Wieczoru
- Walka w kategorii średniej:  Michael Bisping –  Tim Kennedy

Zwycięstwo Kennedy'ego przez jednogłośną decyzję sędziów
Karta Główna
- Walka w kategorii półśredniej:  Kyle Noke –  Patrick Côté

Zwycięstwo Côté przez jednogłośną decyzję sędziów
- Walka finałowa TUF: Nations w kategorii półśredniej:  Elias Theodorou –  Sheldon Westcott

Zwycięstwo Theodorou przez TKO w 2 rundzie
- Walka finałowa TUF: Nations w kategorii średniej:  Olivier Aubin-Mercier –  Chad Laprise

Zwycięstwo Laprise'a przez niejednogłośną decyzję sędziów
- Walka w kategorii piórkowej:  Akira Corassani –  Dustin Poirier

Zwycięstwo Poiriera przez TKO w 2 rundzie
Karta Wstępna
- Walka w kategorii półśredniej:  Sam Stout –  KJ Noons

Zwycięstwo Noonsa przez KO w 1 rundzie
- Walka kobiet w kategorii koguciej:  Sarah Kaufman –  Leslie Smith

Zwycięstwo Kaufman przez jednogłośną decyzję sędziów
- Walka w kategorii półciężkiej:  Ryan Jimmo –  Sean O'Connell

Zwycięstwo Jimmo przez KO w 1 rundzie
- Walka w kategorii koguciej:  Dustin Kimura –  George Roop

Zwycięstwo Roopa przez jednogłośną decyzję sędziów
- Walka w kategorii lekkiej:  Mark Bocek –  Mike De La Torre

Zwycięstwo Bocka przez niejednogłośną decyzję sędziów
- Walka w kategorii średniej:  Vik Grujic –  Nordine Taleb

Zwycięstwo Taleba przez jednogłośną decyzję sędziów
- Walka w kategorii półśredniej:  Chris Indich –  Richard Walsh

Zwycięstwo Walsha przez jednogłośną decyzję sędziów
- Walka w kategorii koguciej:  Mitch Gagnon –  Tim Gorman

Zwycięstwo Gagnona przez jednogłośną decyzję sędziów

Nagrody bonusowe:
- Walka wieczoru →  Akira Corassani –  Dustin Poirier
- Występ wieczoru →  Ryan Jimmo oraz  KJ Noons

### UFC 174
Walka Wieczoru
- Walka o pas mistrzowski UFC w kategorii muszej:  Demetrious Johnson –  Ali Bagautinow

Zwycięstwo Johnsona przez jednogłośną decyzję sędziów
Karta Główna
- Walka w kategorii półśredniej:  Rory MacDonald –  Tyron Woodley

Zwycięstwo MacDonalda przez jednogłośną decyzję sędziów
- Walka w kategorii półciężkiej:  Rafael Cavalcante –  Ryan Bader

Zwycięstwo Badera przez jednogłośną decyzję sędziów
- Walka w kategorii ciężkiej:  Andrej Arłouski –  Brendan Schaub

Zwycięstwo Arłouskiego przez niejednogłośną decyzję sędziów
- Walka w kategorii półciężkiej:  Ryan Jimmo –  Ovince St. Preux

Zwycięstwo St. Preuxa przez poddanie w 2 rundzie
Karta Wstępna
- Walka w kategorii półśredniej:  Daniel Sarafian –  Kiichi Kunimoto

Zwycięstwo Kunimoto przez poddanie w 1 rundzie
- Walka kobiet w kategorii koguciej:  Valérie Létourneau –  Elizabeth Phillips

Zwycięstwo Létourneau przez niejednogłośną decyzję sędziów
- Walka w kategorii koguciej:  Yves Jabouin –  Mike Easton

Zwycięstwo Jabouina przez jednogłośną decyzję sędziów
- Walka w kategorii lekkiej:  Kajan Johnson –  Tae Hyun Bang

Zwycięstwo Banga przez KO w 3 rundzie
- Walka w kategorii koguciej:  Roland Delorme –  Michinori Tanaka

Zwycięstwo Tanaki przez jednogłośną decyzję sędziów
- Walka w kategorii lekkiej:  Jason Saggo –  Josh Shockley

Zwycięstwo Saggo przez TKO w 1 rundzie

Nagrody bonusowe:
- Walka wieczoru →  Kajan Johnson –  Tae Hyun Bang
- Występ wieczoru →  Kiichi Kunimoto oraz  Tae Hyun Bang

### UFC Fight Night: MacDonald vs. Saffiedine
Walka Wieczoru
- Walka w kategorii półśredniej:  Rory MacDonald –  Tarec Saffiedine

Zwycięstwo MacDonalda przez TKO w 3 rundzie
Karta Główna
- Walka w kategorii koguciej:  Raphael Assunção –  Bryan Caraway

Zwycięstwo Assunção przez jednogłośną decyzję sędziów
- Walka w kategorii lekkiej:  Chad Laprise –  Yosdenis Cedeno

Zwycięstwo Laprise'a przez jednogłośną decyzję sędziów
- Walka w kategorii średniej:  Bruno Santos –  Elias Theodorou

Zwycięstwo Theodorou przez jednogłośną decyzję sędziów
- Walka w kategorii półśredniej:  Li Jingliang –  Nordine Taleb

Zwycięstwo Taleba przez niejednogłośną decyzję sędziów
- Walka w kategorii koguciej:  Mitch Gagnon –  Roman Salazar

Zwycięstwo Gagnona przez poddanie w 1 rundzie
Karta Wstępna
- Walka w kategorii lekkiej:  Anthony Njokuani –  Daron Cruickshank

Zwycięstwo Cruickshanka przez jednogłośną decyzję sędziów
- Walka w kategorii lekkiej:  Olivier Aubin-Mercier –  Jake Lindsey

Zwycięstwo Aubina-Merciera przez poddanie w 2 rundzie
- Walka w kategorii lekkiej:  Jason Saggo –  Paul Felder

Zwycięstwo Feldera przez niejednogłośną decyzję sędziów
- Walka w kategorii muszej:  Chris Kelades –  Paddy Holohan

Zwycięstwo Keladesa przez jednogłośną decyzję sędziów
- Walka w kategorii półśredniej:  Matt Dwyer –  Albiert Tumienow

Zwycięstwo Tumienowa przez KO w 1 rundzie
- Walka w kategorii koguciej:  Pedro Munhoz –  Jerrod Sanders

No Contest (Pierwotnie zwycięstwo Munhoza przez poddanie. Po wykryciu w jego organizmie niedozwolonych środków werdykt walki zmieniony na nieodbyty)
Nagrody bonusowe:
- Walka wieczoru →  Chris Kelades –  Paddy Holohan
- Występ wieczoru →  Olivier Aubin-Mercier oraz  Rory MacDonald

### UFC 186
Walka Wieczoru
- Walka o pas mistrzowski UFC w kategorii muszej:  Demetrious Johnson –  Kyōji Horiguchi

Zwycięstwo Johnsona przez poddanie w 5 rundzie
Karta Główna
- Walka w limicie -97 kg:  Fábio Maldonado –  Quinton Jackson

Zwycięstwo Jacksona przez jednogłośną decyzję sędziów
- Walka w kategorii średniej:  Michael Bisping –  C.B. Dollaway

Zwycięstwo Bispinga przez jednogłośną decyzję sędziów
- Walka w limicie -72.5 kg :  Shane Campbell –  John Makdessi

Zwycięstwo Makdessi'ego przez TKO w 1 rundzie
- Walka w kategorii koguciej:  Thomas Almeida –  Yves Jabouin

Zwycięstwo Almeidy przez TKO w 1 rundzie
Karta Wstępna
- Walka w kategorii półśredniej:  Patrick Côté –  Joe Riggs

Zwycięstwo Côté'a przez jednogłośną decyzję sędziów
- Walka kobiet w kategorii koguciej:  Alexis Davis –  Sarah Kaufman

Zwycięstwo Davis przez poddanie w 2 rundzie
- Walka w kategorii lekkiej:  Chad Laprise –  Bryan Barberena

Zwycięstwo Laprise'a przez jednogłośną decyzję sędziów
- Walka w kategorii lekkiej:  Olivier Aubin-Mercier –  David Michaud

Zwycięstwo Aubina-Merciera przez poddanie w 3 rundzie
- Walka w kategorii półśredniej:  Chris Clements –  Nordine Taleb

Zwycięstwo Taleba przez jednogłośną decyzję sędziów
- Walka kobiet w kategorii słomkowej:  Valérie Létourneau –  Jessica Rakoczy

Zwycięstwo Létourneau przez jednogłośną decyzję sędziów
- Walka kobiet w kategorii słomkowej:  Randa Markos –  Aisling Daly

Zwycięstwo Markos przez jednogłośną decyzję sędziów

Nagrody bonusowe:
- Walka wieczoru →  Chad Laprise –  Bryan Barberena
- Występ wieczoru →  Thomas Almeida oraz  Demetrious Johnson

### UFC Fight Night: Holloway vs. Oliveira
Walka Wieczoru
- Walka w kategorii piórkowej:  Max Holloway –  Charles Oliveira

Zwycięstwo Hollowaya przez TKO w 1 rundzie
Karta Główna
- Walka w kategorii półśredniej:  Erick Silva –  Neil Magny

Zwycięstwo Magny'ego przez niejednogłośną decyzję sędziów
- Walka w kategorii półśredniej:  Patrick Côté –  Josh Burkman

Zwycięstwo Côté'a przez TKO w 3 rundzie
- Walka w kategorii lekkiej:  Francisco Trinaldo –  Chad Laprise

Zwycięstwo Trinaldo przez TKO w 1 rundzie
- Walka w kategorii lekkiej:  Olivier Aubin-Mercier –  Tony Sims

Zwycięstwo Aubina-Merciera przez jednogłośną decyzję sędziów
- Walka kobiet w kategorii słomkowej:  Valérie Létourneau –  Maryna Moroz

Zwycięstwo Létourneau przez jednogłośną decyzję sędziów
Karta Wstępna
- Walka w kategorii lekkiej:  Sam Stout –  Frankie Perez

Zwycięstwo Pereza przez TKO w 1 rundzie
- Walka w kategorii koguciej:  Felipe Arantes –  Yves Jabouin

Zwycięstwo Arantesa przez poddanie w 1 rundzie
- Walka w kategorii półciężkiej:  Marcos Rogério de Lima –  Nikita Kryłow

Zwycięstwo Kryłowa przez poddanie w 1 rundzie
- Walka w kategorii muszej:  Chris Kelades –  Chris Beal

Zwycięstwo Keladesa przez niejednogłośną decyzję sędziów
- Walka w kategorii lekkiej:  Elias Silvério –  Shane Campbell

Zwycięstwo Campbella przez jednogłośną decyzję sędziów
- Walka w kategorii półciężkiej:  Michaił Cyrkunow –  Daniel Jolly

Zwycięstwo Cyrkunowa przez KO w 1 rundzie

Nagrody bonusowe:
- Walka wieczoru →  Patrick Côté –  Josh Burkman
- Występ wieczoru →  Felipe Arantes oraz  Frankie Perez

### UFC Fight Night: MacDonald vs. Thompson
Walka Wieczoru
- Walka w kategorii półśredniej:  Rory MacDonald –  Stephen Thompson

Zwycięstwo Thompsona przez jednogłośną decyzję sędziów
Karta Główna
- Walka w kategorii półśredniej:  Patrick Côté  –  Donald Cerrone

Zwycięstwo Cerrone przez TKO w 3 rundzie
- Walka w kategorii półciężkiej:  Steve Bossé –  Sean O'Connell

Zwycięstwo Bossé przez jednogłośną decyzję sędziów
- Walka w kategorii lekkiej:  Olivier Aubin-Mercier –  Thibault Gouti

Zwycięstwo Aubin-Merciera przez poddanie w 3 rundzie
- Walka kobiet w kategorii muszej:  Valérie Létourneau –  Joanne Calderwood

Zwycięstwo Calderwood przez TKO w 3 rundzie
Karta Wstępna
- Walka w kategorii lekkiej:  Leandro Silva –  Jason Saggo

Zwycięstwo Saggo przez niejednogłośną decyzję sędziów
- Walka w kategorii półciężkiej:  Michaił Cyrkunow –  Ion Cuțelaba

Zwycięstwo Cyrkunowa przez poddanie w 3 rundzie
- Walka w kategorii średniej:  Krzysztof Jotko –  Tamdan McCrory

Zwycięstwo Jotki przez KO w 1 rundzie
- Walka w kategorii koguciej:  Chris Beal –  Joe Soto

Zwycięstwo Soto przez poddanie w 3 rundzie
- Walka w kategorii średniej:  Elias Theodorou –  Sam Alvey

Zwycięstwo Theodorou przez jednogłośną decyzję sędziów
- Walka kobiet w kategorii słomkowej:  Randa Markos –  Jocelyn Jones-Lybarger

Zwycięstwo Markos przez jednogłośną decyzję sędziów
- Walka w kategorii półśredniej:  Jonathan Meunier –  Colby Covington

Zwycięstwo Covingtona przez poddanie w 3 rundzie
- Walka w kategorii muszej:  Ali Bagautinow –  Geane Herrera

Zwycięstwo Bagautinowa przez jednogłośną decyzję sędziów
Nagrody bonusowe:
- Walka wieczoru →  Steve Bossé –  Sean O'Connell
- Występ wieczoru →  Krzysztof Jotko oraz  Donald Cerrone

### UFC on Fox: Maia vs. Condit
Walka Wieczoru
- Walka w kategorii półśredniej:  Demian Maia –  Carlos Condit

Zwycięstwo Maii przez poddanie w 1 rundzie
Karta Główna
- Walka w kategorii piórkowej:  Charles Oliveira –  Anthony Pettis

Zwycięstwo Pettisa przez poddanie w 3 rundzie
- Walka kobiet w kategorii słomkowej:  Bec Rawlings –  Paige VanZant

Zwycięstwo VanZant przez KO w 2 rundzie
- Walka w kategorii lekkiej:  Joe Lauzon –  Jim Miller

Zwycięstwo Millera przez niejednogłośną decyzję sędziów
Karta Wstępna
- Walka w kategorii średniej:  Sam Alvey –  Kevin Casey

Zwycięstwo Alveya przez TKO w 2 rundzie
- Walka w kategorii piórkowej:  Enrique Barzola –  Kyle Bochniak

Zwycięstwo Bochniaka przez niejednogłośną decyzję sędziów
- Walka w kategorii średniej:  Alessio Di Chirico –  Garreth McLellan

Zwycięstwo Di Chirico przez niejednogłośną decyzję sędziów
- Walka w kategorii lekkiej:  Felipe Silva –  Shane Campbell

Zwycięstwo Silvy przez TKO w 1 rundzie
- Walka w limicie -72 kg:  Chad Laprise –  Thibault Gouti

Zwycięstwo Laprise przez TKO w 1 rundzie
- Walka w kategorii lekkiej:  Jeremy Kennedy –  Alex Ricci

Zwycięstwo Kennedy'ego przez jednogłośną decyzję sędziów

Nagrody bonusowe:
- Walka wieczoru →  Joe Lauzon –  Jim Miller
- Występ wieczoru →  Demian Maia oraz  Paige VanZant

### UFC 206
Walka Wieczoru
- Walka o tymczasowy pas mistrzowski UFC w kategorii piórkowej:  Max Holloway –  Anthony Pettis

Zwycięstwo Hollowaya przez TKO w 3 rundzie
Karta Główna
- Walka w kategorii półśredniej:  Matt Brown –  Donald Cerrone

Zwycięstwo Cerrone przez KO w 3 rundzie
- Walka w kategorii piórkowej:  Doo Ho Choi –  Cub Swanson

Zwycięstwo Swansona przez jednogłośną decyzję sędziów
- Walka w kategorii średniej:  Kelvin Gastelum –  Tim Kennedy

Zwycięstwo Gasteluma przez TKO w 3 rundzie
- Walka w kategorii półśredniej:  Jordan Mein –  Emil Weber Meek

Zwycięstwo Meeka przez jednogłośną decyzję sędziów
Karta Wstępna
- Walka w kategorii półciężkiej:  Michaił Cyrkunow  –  Nikita Kryłow

Zwycięstwo Cyrkunowa przez poddanie w 1 rundzie
- Walka w kategorii lekkiej:  Olivier Aubin-Mercier –  Drew Dober

Zwycięstwo Aubina-Merciera przez poddanie w 2 rundzie
- Walka kobiet w kategorii słomkowej:  Viviane Pereira –  Valérie Létourneau

Zwycięstwo Pereiry przez niejednogłośną decyzję sędziów
- Walka w kategorii koguciej:  Mitch Gagnon –  Matthew Lopez

Zwycięstwo Lopeza przez jednogłośną decyzję sędziów
- Walka w kategorii lekkiej:  John Makdessi –  Lando Vannata

Zwycięstwo Vannaty przez KO w 1 rundzie
- Walka w limicie -71.7 kg:  Jason Saggo –  Rustam Chabiłow

Zwycięstwo Chabiłowa przez jednogłośną decyzję sędziów
- Walka w kategorii muszej:  Zach Makovsky –  Dustin Ortiz

Zwycięstwo Ortiza przez niejednogłośną decyzję sędziów
Nagrody bonusowe:
- Walka wieczoru →  Doo Ho Choi –  Cub Swanson
- Występ wieczoru →  Max Holloway oraz  Lando Vannata

### UFC Fight Night: Lewis vs. Browne
Walka Wieczoru
- Walka w kategorii ciężkiej:  Derrick Lewis –  Travis Browne

Zwycięstwo Lewisa przez KO w 2 rundzie
Karta Główna
- Walka w kategorii średniej:  Hector Lombard –  Johny Hendricks

Zwycięstwo Hendricksa przez jednogłośną decyzję sędziów
- Walka w kategorii piórkowej:  Gavin Tucker –  Sam Sicilia

Zwycięstwo Tuckera przez jednogłośną decyzję sędziów
- Walka w kategorii średniej:  Cezar Ferreira –  Elias Theodorou

Zwycięstwo Theodorou przez jednogłośną decyzję sędziów
- Walka kobiet w kategorii koguciej:  Gina Mazany –  Sara McMann

Zwycięstwo McCann przez poddanie w 1 rundzie
- Walka w kategorii lekkiej:  Alex Ricci –  Paul Felder

Zwycięstwo Feldera przez TKO w 1 rundzie
Karta Wstępna
- Walka w kategorii półśredniej:  Santiago Ponzinibbio –  Nordine Taleb

Zwycięstwo Ponzinibbio przez jednogłośną decyzję sędziów
- Walka kobiet w kategorii słomkowej:  Randa Markos –  Carla Esparza

Zwycięstwo Markos przez niejednogłośną decyzję sędziów
- Walka w kategorii koguciej:  Reginaldo Vieira –  Aiemann Zahabi

Zwycięstwo Zahabiego przez jednogłośną decyzję sędziów
- Walka w kategorii średniej:  Thiago Santos –  Jack Marshman

Zwycięstwo Santosa przez TKO w 2 rundzie
- Walka w kategorii średniej:  Ryan Janes –  Gerald Meerschaert

Zwycięstwo Meerschaerta przez poddanie w 1 rundzie

Nagrody bonusowe:
- Walka wieczoru →  Derrick Lewis –  Travis Browne
- Występ wieczoru →  Thiago Santos oraz  Paul Felder

### UFC 215
Walka Wieczoru
- Walka o pas mistrzyni UFC w kategorii koguciej:  Amanda Nunes –  Walentina Szewczenko

Zwycięstwo Nunes przez niejednogłośną decyzję sędziów
Karta Główna
- Walka w kategorii półśredniej:  Rafael dos Anjos –  Neil Magny

Zwycięstwo dos Anjosa przez poddanie w 1 rundzie
- Walka w kategorii muszej:  Wilson Reis –  Henry Cejudo

Zwycięstwo Cejudo przez TKO w 2 rundzie
- Walka w kategorii półciężkiej:  Tyson Pedro –  Ilir Latifi

Zwycięstwo Latifiego przez jednogłośną decyzję sędziów
- Walka w kategorii piórkowej:  Gilbert Melendez –  Jeremy Stephens

Zwycięstwo Stephensa przez jednogłośną decyzję sędziów
Karta Wstępna
- Walka kobiet w kategorii koguciej:  Ketlen Vieira –  Sara McMann

Zwycięstwo Vieiry przez poddanie w 2 rundzie
- Walka kobiet w kategorii koguciej:  Sarah Moras –  Ashlee Evans-Smith

Zwycięstwo Moras przez poddanie w 1 rundzie
- Walka w kategorii piórkowej:  Gavin Tucker –  Ricky Glenn

Zwycięstwo Glenna przez jednogłośną decyzję sędziów
- Walka w kategorii lekkiej:  Mitch Clarke –  Alex White

Zwycięstwo White'a przez TKO w 2 rundzie
- Walka w kategorii ciężkiej:  Luis Henrique –  Arjan Bhullar

Zwycięstwo Bhullara przez jednogłośną decyzję sędziów
- Walka w kategorii lekkiej:  Adriano Martins –  Kajan Johnson

Zwycięstwo Johnsona przez TKO w 3 rundzie

Nagrody bonusowe:
- Walka wieczoru →  Gilbert Melendez –  Jeremy Stephens
- Występ wieczoru →  Rafael dos Anjos oraz  Henry Cejudo

### UFC on Fox: Lawler vs. dos Anjos
Walka Wieczoru
- Walka w kategorii półśredniej:  Robbie Lawler –  Rafael dos Anjos

Zwycięstwo dos Anjosa przez jednogłośną decyzję sędziów
Karta Główna
- Walka w limicie -67 kg :  Josh Emmett –  Ricardo Lamas

Zwycięstwo Emmetta przez KO w 1 rundzie
- Walka w kategorii półśredniej:  Santiago Ponzinibbio –  Mike Perry

Zwycięstwo Ponzinibbio przez jednogłośną decyzję sędziów
- Walka w kategorii półciężkiej:  Glover Teixeira –  Michaił Cyrkunow

Zwycięstwo Teixeiry przez TKO w 1 rundzie
Karta Wstępna
- Walka w kategorii półciężkiej:  Jan Błachowicz –  Jared Cannonier

Zwycięstwo Błachowicza przez jednogłośną decyzję sędziów
- Walka w kategorii średniej:  Darren Stewart –  Julian Marquez

Zwycięstwo Marqueza przez poddanie w 2 rundzie
- Walka w kategorii półśredniej:  Chad Laprise –  Galore Bofando

Zwycięstwo Laprise przez TKO w 1 rundzie
- Walka w kategorii półśredniej:  Danny Roberts –  Nordine Taleb

Zwycięstwo Taleba przez KO w 1 rundzie
- Walka w kategorii lekkiej:  John Makdessi –  Abel Trujillo

Zwycięstwo Makdessiego przez jednogłośną decyzję sędziów
- Walka w kategorii średniej:  Alessio Di Chirico –  Oluwale Bamgbose

Zwycięstwo Di Chirico przez KO w 2 rundzie
- Walka w kategorii półśredniej:  Erick Silva –  Jordan Mein

Zwycięstwo Meina przez jednogłośną decyzję sędziów

Nagrody bonusowe:
- Walka wieczoru →  Darren Stewart –  Julian Marquez
- Występ wieczoru →  Nordine Taleb oraz  Alessio Di Chirico

### UFC on Fox: Alvarez vs. Poirier 2
Walka Wieczoru
- Walka w kategorii lekkiej:  Eddie Alvarez –  Dustin Poirier

Zwycięstwo Poiriera przez TKO w 2 rundzie
Karta Główna
- Walka w kategorii piórkowej:  José Aldo –  Jeremy Stephens

Zwycięstwo Aldo przez TKO w 1 rundzie
- Walka kobiet w kategorii słomkowej:  Joanna Jędrzejczyk –  Tecia Torres

Zwycięstwo Jędrzejczyk przez jednogłośną decyzję sędziów
- Walka w kategorii lekkiej:  Olivier Aubin-Mercier –  Alexander Hernandez

Zwycięstwo Hernandeza przez jednogłośną decyzję sędziów
Karta Wstępna
- Walka w kategorii półśredniej:  Jordan Mein –  Alex Morono

Zwycięstwo Meina przez jednogłośną decyzję sędziów
- Walka w kategorii piórkowej:  Hakeem Dawodu –  Austin Arnett

Zwycięstwo Dawodu przez jednogłośną decyzję sędziów
- Walka w kategorii lekkiej:  Kajan Johnson –  Isłam Machaczew

Zwycięstwo Machaczewa przez poddanie w 1 rundzie
- Walka w kategorii półciężkiej:  Ion Cuțelaba –  Gadżymurad Antigułow

Zwycięstwo Cuțelaby przez TKO w 1 rundzie
- Walka w kategorii lekkiej:  John Makdessi –  Ross Pearson

Zwycięstwo Makdessiego przez jednogłośną decyzję sędziów
- Walka kobiet w kategorii muszej:  Alexis Davis –  Katlyn Cerminara

Zwycięstwo Cerminary przez jednogłośną decyzję sędziów
- Walka w kategorii muszej:  Matheus Nicolau –  Dustin Ortiz

Zwycięstwo Ortiza przez KO w 1 rundzie
- Walka kobiet w kategorii słomkowej:  Randa Markos –  Nina Nunes

Zwycięstwo Nunes przez jednogłośną decyzję sędziów
- Walka w kategorii lekkiej:  Álvaro Herrera –  Devin Powell

Zwycięstwo Powella przez KO w 1 rundzie
Nagrody bonusowe:
- Walka wieczoru →  John Makdessi –  Ross Pearson
- Występ wieczoru →  José Aldo oraz  Dustin Poirier

### UFC 231
Walka Wieczoru
- Walka o pas mistrzowski UFC w kategorii piórkowej:  Max Holloway –  Brian Ortega

Zwycięstwo Hollowaya przez TKO w 4 rundzie
Karta Główna
- Walka o wakujący pas mistrzyni UFC w kategorii muszej:  Walentina Szewczenko –  Joanna Jędrzejczyk

Zwycięstwo Szewczenko przez jednogłośną decyzję sędziów
- Walka w kategorii półśredniej:  Alex Oliveira –  Gunnar Nelson

Zwycięstwo Nelsona przez poddanie w 2 rundzie
- Walka w kategorii piórkowej:  Hakeem Dawodu –  Kyle Bochniak

Zwycięstwo Dawodu przez niejednogłośną decyzję sędziów
- Walka w kategorii półciężkiej:  Thiago Santos –  Jimi Manuwa

Zwycięstwo Santosa przez KO w 2 rundzie
Karta Wstępna
- Walka kobiet w kategorii słomkowej:  Cláudia Gadelha –  Nina Nunes

Zwycięstwo Nunes przez jednogłośną decyzję sędziów
- Walka w kategorii lekkiej:  Gilbert Burns –  Olivier Aubin-Mercier

Zwycięstwo Burnsa przez jednogłośną decyzję sędziów
- Walka kobiet w kategorii muszej:  Katlyn Cerminara –  Jessica Eye

Zwycięstwo Eye przez niejednogłośną decyzję sędziów
- Walka w kategorii średniej:  Elias Theodorou –  Eryk Anders

Zwycięstwo Theodorou przez niejednogłośną decyzję sędziów
- Walka w kategorii koguciej:  Brad Katona –  Matthew Lopez

Zwycięstwo Katony przez jednogłośną decyzję sędziów
- Walka w kategorii półśredniej:  Dhiego Lima –  Chad Laprise

Zwycięstwo Limy przez KO w 1 rundzie
- Walka w kategorii lekkiej:  Carlos Diego Ferreira –  Kyle Nelson

Zwycięstwo Ferreiry przez TKO w 2 rundzie
- Walka w kategorii półciężkiej:  Aleksandar Rakić –  Devin Clark

Zwycięstwo Rakicia przez TKO w 1 rundzie

Nagrody bonusowe:
- Walka wieczoru →  Max Holloway –  Brian Ortega
- Występ wieczoru →  Thiago Santos oraz  Max Holloway

### UFC Fight Night: Iaquinta vs. Cowboy
Walka Wieczoru
- Walka w kategorii lekkiej:  Al Iaquinta –  Donald Cerrone

Zwycięstwo Cerrone przez jednogłośną decyzję sędziów
Karta Główna
- Walka w kategorii średniej:  Elias Theodorou –  Derek Brunson

Zwycięstwo Brunsona przez jednogłośną decyzję sędziów
- Walka w kategorii piórkowej:  Shane Burgos –  Cub Swanson

Zwycięstwo Burgosa przez niejednogłośną decyzję sędziów
- Walka w kategorii koguciej:  Brad Katona –  Merab Dwaliszwili

Zwycięstwo Dwaliszwiliego przez jednogłośną decyzję sędziów
- Walka w kategorii ciężkiej:  Sergiej Spiwak –  Walt Harris

Zwycięstwo Harrisa przez TKO w 1 rundzie
- Walka w kategorii średniej:  Marc-André Barriault –  Andrew Sanchez

Zwycięstwo Sancheza przez jednogłośną decyzję sędziów
Karta Wstępna
- Walka kobiet w kategorii koguciej:  Sarah Moras –  Macy Chiasson

Zwycięstwo Chiasson przez TKO w 2 rundzie
- Walka w kategorii koguciej:  Aiemann Zahabi –  Vince Morales

Zwycięstwo Moralesa przez jednogłośną decyzję sędziów
- Walka w kategorii półśredniej:  Kyle Prepolec –  Nordine Taleb

Zwycięstwo Taleba przez jednogłośną decyzję sędziów
- Walka w kategorii piórkowej:  Kyle Nelson –  Matt Sayles

Zwycięstwo Saylesa przez poddanie w 3 rundzie
- Walka w kategorii ciężkiej:  Arjan Bhullar –  Juan Adams

Zwycięstwo Bhullara przez jednogłośną decyzję sędziów
- Walka w kategorii koguciej:  Mitch Gagnon –  Cole Smith

Zwycięstwo Smitha przez jednogłośną decyzję sędziów

Nagrody bonusowe:
- Walka wieczoru →   Al Iaquinta –  Donald Cerrone
- Występ wieczoru →  Macy Chiasson oraz  Walt Harris

### UFC 240
Walka Wieczoru
- Walka o pas mistrzowski UFC w kategorii piórkowej:  Max Holloway –  Frankie Edgar

Zwycięstwo Hollowaya przez jednogłośną decyzję sędziów
Karta Główna
- Walka kobiet w kategorii piórkowej:  Cris Cyborg –  Felicia Spencer

Zwycięstwo Cyborg przez jednogłośną decyzję sędziów
- Walka w kategorii półśredniej:  Geoff Neal –  Niko Price

Zwycięstwo Neala przez TKO w 2 rundzie
- Walka w kategorii lekkiej:  Arman Carukjan –  Olivier Aubin-Mercier

Zwycięstwo Carukjana przez jednogłośną decyzję sędziów
- Walka w kategorii średniej:  Marc-André Barriault –  Krzysztof Jotko

Zwycięstwo Jotki przez jednogłośną decyzję sędziów
Karta Wstępna
- Walka kobiet w kategorii muszej:  Viviane Araujo –  Alexis Davis

Zwycięstwo Araujo przez jednogłośną decyzję sędziów
- Walka w kategorii piórkowej:  Hakeem Dawodu –  Yoshinori Horie

Zwycięstwo Dawodu przez TKO w 3 rundzie
- Walka w kategorii piórkowej:  Gavin Tucker –  Seung Woo Choi

Zwycięstwo Tuckera przez poddanie w 3 rundzie
- Walka w kategorii muszej:  Deiveson Figueiredo –  Alexandre Pantoja

Zwycięstwo Figueiredo przez jednogłośną decyzję sędziów
- Walka kobiet w kategorii muszej:  Sarah Frota –  Gillian Robertson

Zwycięstwo Robertson przez TKO w 2 rundzie
- Walka w kategorii półśredniej:  Erik Koch –  Kyle Stewart

Zwycięstwo Kocha przez jednogłośną decyzję sędziów

Nagrody bonusowe:
- Walka wieczoru →  Deiveson Figueiredo –  Alexandre Pantoja
- Występ wieczoru →  Hakeem Dawodu oraz  Geoff Neal

### UFC Fight Night: Cowboy vs. Gaethje
Walka Wieczoru
- Walka w kategorii lekkiej:  Donald Cerrone –  Justin Gaethje

Zwycięstwo Gaethje przez TKO w 1 rundzie
Karta Główna
- Walka w kategorii półciężkiej:  Glover Teixeira –  Nikita Kryłow

Zwycięstwo Teixeiry przez niejednogłośną decyzję sędziów
- Walka w kategorii ciężkiej:  Todd Duffee –  Jeff Hughes

No Contest (przypadkowy palec w oko) Runda 1, 4:03
- Walka w limicie -78 kg:  Michel Pereira –  Tristan Connelly

Zwycięstwo Connelly'ego przez jednogłośną decyzję sędziów
- Walka w kategorii średniej:  Antônio Carlos Jr. –  Uriah Hall

Zwycięstwo Halla przez niejednogłośną decyzję sędziów
- Walka w kategorii półciężkiej:  Jimmy Crute –  Michaił Cyrkunow

Zwycięstwo Cyrkunowa przez poddanie w 1 rundzie
Karta Wstępna
- Walka w kategorii ciężkiej:  Augusto Sakai –  Marcin Tybura

Zwycięstwo Sakaia przez KO w 1 rundzie
- Walka w kategorii koguciej:  Cole Smith –  Miles Johns

Zwycięstwo Johnsa przez niejednogłośną decyzję sędziów
- Walka w kategorii koguciej:  Brad Katona –  Hunter Azure

Zwycięstwo Azure przez jednogłośną decyzję sędziów
- Walka w kategorii piórkowej:  Jordan Griffin –  Chas Skelly

Zwycięstwo Skelly'ego przez jednogłośną decyzję sędziów
- Walka w kategorii koguciej:  Ryan MacDonald –  Louis Smolka

Zwycięstwo Smolki przez TKO w 1 rundzie
- Walka w kategorii lekkiej:  Kyle Prepolec –  Austin Hubbard

Zwycięstwo Hubbarda przez jednogłośną decyzję sędziów

Nagrody bonusowe:
- Walka wieczoru →  Michel Pereira –  Tristan Connelly

(Michel Pereira nie kwalifikował się do otrzymania bonusu z powodu niezrobienia wagi, dlatego Tristan Connelly otrzymał bonus w wysokości 100 000 dolarów)
- Występ wieczoru →  Michaił Cyrkunow oraz  Justin Gaethje

### UFC 289
Walka Wieczoru
- Walka o pas mistrzyni UFC w kategorii koguciej:  Amanda Nunes –  Irene Aldana

Zwycięstwo Nunes przez jednogłośną decyzję sędziów
Karta Główna
- Walka w kategorii lekkiej:  Charles Oliveira –  Beneil Dariush

Zwycięstwo Oliveiry przez TKO w 1 rundzie
- Walka w kategorii półśredniej:  Mike Malott –  Adam Fugitt

Zwycięstwo Malotta przez poddanie w 2 rundzie
- Walka w kategorii piórkowej:  Dan Ige –  Nate Landwehr

Zwycięstwo Ige przez jednogłośną decyzję sędziów
- Walka w kategorii średniej:  Marc-André Barriault –  Eryk Anders

Zwycięstwo Barriaulta przez jednogłośną decyzję sędziów
Karta Wstępna
- Walka w kategorii średniej:  Nassourdine Imawow –  Chris Curtis

No contest (przypadkowe zderzenie głowami) Runda 2, 3:04
- Walka kobiet w kategorii muszej:  Jasmine Jasudavicius –  Miranda Maverick

Zwycięstwo Jasudavicius przez jednogłośną decyzję sędziów
- Walka w kategorii koguciej:  Aiemann Zahabi –  Aori Qileng

Zwycięstwo Zahabiego przez KO w 1 rundzie
- Walka w kategorii piórkowej:  Kyle Nelson –  Blake Bilder

Zwycięstwo Nelsona przez jednogłośną decyzję sędziów
- Walka w kategorii muszej:  Steve Erceg –  David Dvořák

Zwycięstwo Ercega przez jednogłośną decyzję sędziów
- Walka kobiet w kategorii słomkowej:  Maria Oliveira –  Diana Belbiță

Zwycięstwo Belbiţy przez jednogłośną decyzję sędziów

Nagrody bonusowe:
- Walka wieczoru →  Marc-André Barriault –  Eryk Anders
- Występ wieczoru →  Steve Erceg,  Charles Oliveira oraz  Mike Malott

### UFC 297
Walka Wieczoru
- Walka o pas mistrzowski UFC w kategorii półśredniej:  Sean Strickland –  Dricus du Plessis

Zwycięstwo Du Plessisa przez niejednogłośną decyzje sędziów
Karta Główna
- Walka o wakujący pas mistrzyni UFC w kategorii koguciej:  Mayra Bueno Silva –  Raquel Pennington

Zwycięstwo Pennington przez jednogłośną decyzję sędziów
- Walka w kategorii półśredniej:  Mike Malott –  Neil Magny

Zwycięstwo Magny'ego przez TKO w 3 rundzie
- Walka w kategorii średniej:  Marc-André Barriault –  Chris Curtis

Zwycięstwo Curtisa przez niejednogłośną decyzję sędziów
- Walka w kategorii piórkowej:  Arnold Allen –  Mowsar Ewlojew

Zwycięstwo Ewlojewa przez jednogłośną decyzję sędziów
Karta Wstępna
- Walka w kategorii koguciej:  Brad Katona –  Garrett Armfield

Zwycięstwo Armfielda przez jednogłośną decyzję sędziów
- Walka w kategorii piórkowej:  Charles Jourdain –  Sean Woodson

Zwycięstwo Woodsona przez niejednogłośną decyzję sędziów
- Walka w limicie -63 kg :  Serhiy Sidey –  Ramon Taveras

Zwycięstwo Tavaresa przez niejednogłośną decyzję sędziów
- Walka kobiet w kategorii słomkowej:  Polyana Viana –  Gillian Robertson

Zwycięstwo Robertson przez TKO w 2 rundzie
- Walka w kategorii półśredniej:  Yohan Lainesse –  Sam Patterson

Zwycięstwo Pattersona przez poddanie w 1 rundzie
- Walka kobiet w kategorii koguciej:  Priscila Cachoeira –  Jasmine Jasudavicius

Zwycięstwo Jasudavicius przez poddanie w 3 rundzie
- Walka w limicie -57.5 kg :  Malcolm Gordon –  Jimmy Flick

Zwycięstwo Flicka przez poddanie w 2 rundzie

Nagrody bonusowe:
- Walka wieczoru →  Sean Strickland –  Dricus du Plessis
- Występ wieczoru →  Jasmine Jasudavicius oraz  Gillian Robertson

### UFC Fight Night: Moreno vs. Albazi
Walka Wieczoru
- Walka w kategorii muszej:  Brandon Moreno –  Amir Albazi

Zwycięstwo Moreno przez jednogłośną decyzję sędziów
Karta Główna
- Walka kobiet w kategorii muszej:  Erin Blanchfield –  Rose Namajunas

Zwycięstwo Blanchfielda przez jednogłośną decyzję sędziów
- Walka w kategorii półciężkiej:  Caio Machado –  Brendson Ribeiro

Zwycięstwo Ribeiro przez niejednogłośną decyzję sędziów
- Walka kobiet w kategorii muszej:  Ariane Lipski –  Jasmine Jasudavicius

Zwycięstwo Jasudavicius przez poddanie w 3 rundzie
- Walka w kategorii średniej:  Marc-André Barriault –  Dustin Stoltzfus

Zwycięstwo Stoltzfusa przez KO w 1 rundzie
- Walka w kategorii półśredniej:  Mike Malott –  Trevin Giles

Zwycięstwo Malotta przez jednogłośną decyzję sędziów
Karta Wstępna
- Walka w kategorii koguciej:  Pedro Munhoz –  Aiemann Zahabi

Zwycięstwo Zahabiego przez jednogłośną decyzję sędziów
- Walka w kategorii koguciej:  Charles Jourdain –  Victor Henry

Zwycięstwo Jourdaina przez poddanie w 2 rundzie
- Walka w kategorii piórkowej:  Youssef Zalal  –  Jack Shore

Zwycięstwo Zalala przez poddanie w 2 rundzie
- Walka w kategorii ciężkiej:  Rodrigo Nascimento –  Alexander Romanov

Zwycięstwo Romanova przez jednogłośną decyzję sędziów
- Walka w kategorii koguciej:  Serhiy Sidey –  Garrett Armfield

Zwycięstwo Sideya przez niejednogłośną decyzję sędziów
- Walka w kategorii koguciej:  Chad Anheliger –  Cody Gibson

Zwycięstwo Gibsona przez jednogłośną decyzję sędziów
- Walka kobiet w kategorii muszej:  Jamey-Lyn Horth –  Ivana Petrović

Zwycięstwo Lyn Horth przez niejednogłośną decyzję sędziów
Nagrody bonusowe:
- Występ wieczoru →  Jasmine Jasudavicius,  Charles Jourdain,  Youssef Zalal  oraz  Dustin Stoltzfus

### UFC 315
Walka Wieczoru
- Walka o pas mistrzowski UFC w kategorii półśredniej:  Belal Muhammad –  Jack Della Maddalena

Zwycięstwo Delli Maddaleny przez jednogłośną decyzję sędziów
Karta Główna
- Walka o pas mistrzyni UFC w kategorii muszej:  Walentina Szewczenko –  Manon Fiorot

Zwycięstwo Szewczenko przz jednogłośną decyzję sędziów
- Walka w kategorii koguciej:  José Aldo –  Aiemann Zahabi

Zwycięstwo Zahabiego przez jednogłośną decyzję sędziów
- Walka kobiet w kategorii muszej:  Natália Silva –  Alexa Grasso

Zwycięstwo Silvy przez jednogłośną decyzję sędziów
- Walka w kategorii lekkiej:  Kyle Prepolec –  Benoît Saint Denis

Zwycięstwo Saint Denisa przez poddanie w 2 rundzie
Karta Wstępna
- Walka w kategorii półśredniej:  Mike Malott  –  Charles Radtke

Zwycięstwo Malotta przez KO w 2 rundzie
- Walka kobiet w kategorii muszej:  Jéssica Andrade –  Jasmine Jasudavicius

Zwycięstwo Jasudavicius przez poddanie w 1 rundzie
- Walka w kategorii półciężkiej:  Modestas Bukauskas –  Ion Cutelaba

Zwycięstwo Bukauskasa przez niejednogłośną decyzję sędziów
- Walka w kategorii półciężkiej:  Ivan Erslan –  Navajo Stirling

Zwycięstwo Stirlinga przez jednogłośną decyzję sędziów
- Walka w kategorii średniej:  Bruno Silva –  Marc-André Barriault

Zwycięstwo Barriaulta przez TKO w 1 rundzie
- Walka w kategorii piórkowej:  Daniel Santos –  Jeong Yeong Lee

Zwycięstwo Santosa przez jednogłośną decyzję sędziów
- Walka w kategorii koguciej:  Brad Katona –  Bekzat Almakhan

Zwycięstwo Almankhana przez TKO w 1rundzie
Nagrody bonusowe:
- Walka wieczoru →  Belal Muhammad –  Jack Della Maddalena
- Występ wieczoru →  Marc-André Barriault oraz  Jasmine Jasudavicius

### UFC
Walka Wieczoru
- Walka w kategorii :  TBA  –  TBA

Karta Główna
- Walka w kategorii :  TBA  –  TBA

Karta Wstępna
- Walka w kategorii :  TBA  –  TBA

Nagrody bonusowe:
- Walka wieczoru →  TBA –  TBA
- Występ wieczoru →  TBA